# Gone with the rain
「Gone with the rain」（ゴーン・ウイズ・ザ・レイン）は、1997年12月3日にマーキュリー・ミュージックエンタテイメントからリリースされた松田聖子の通算46枚目のシングル。

## 解説
本人初のマキシシングルとしてリリースされ、ミニ・アルバム『Sweetest Time』と同時発売された。TBS系『ワンダフル』のエンディング・テーマ。
アコースティックギターを基調としたこれまでにない音楽性が特徴。『Sweetest Time』には本曲の英語ヴァージョンも収録されている。

## 収録曲
作詞:Seiko Matsuda／作曲:Seiko Matsuda・小倉良
1. Gone with the rain[4:43]
  - 編曲:鳥山雄司
2. Gone with the rain（Candle Mix）[4:47]
  - 編曲:小倉良・栗尾直樹
3. Gone with the rain（Original Backing Track）[4:42]
4. Good for you（Sweetest Mix）[4:05]
  - 作詞・作曲:Robbie Nevil,Steve Dubin／編曲:Robbie Nevil

## 関連作品
- Gone with the rain
  - Sweetest Time
  - Seiko '96-'98
  - We Love SEIKO -35th Anniversary 松田聖子究極オールタイムベスト50Songs-
  - 永遠のアイドル、永遠の青春、松田聖子。〜45th Anniversary 究極オールタイムベスト〜
- Gone with the rain （English Version）
  - Sweetest Time
- Gone with the rain （Candle Mix）
  - アルバム未収録
- Good for you （Sweetest Mix）
  - アルバム未収録
- Good for you （Original Version）
  - WAS IT THE FUTURE